# Pawl (Rennwagen)
Pawl war ein US-amerikanischer Chassis-Hersteller im Monoposto-Rennwagenbau der 1950er-Jahre.

## Technik
Der Pawl war, wie zu dieser Zeit üblich, als Champcar-Frontmotor-Roadster ausgelegt und wurden von einem Offenhauser-Motor angetrieben. Erste Einsätze fanden ab 1951 in Indianapolis und in der AAA-Champcar-Meisterschaft statt.

## Einsatzbilanz
1951 debütierte der Wagen in Indianapolis. In 9 der folgenden AAA-Läufe ging Pilot Jimmy Davies an den Start, wobei er 4 Ausfälle erlitt und dreimal in den Top 10 ins Ziel kam. Der dritte Platz beim Phoenix 100 auf dem Arizona State Fairgrounds Circuit sollte das beste je mit einem Pawl erzielte Ergebnis bleiben.
1952 pilotierte Buzz Barton den Wagen bei 4 Läufen der Meisterschaft, wobei er bei 3 Ausfällen lediglich einen 5. Platz beim Denver 100 auf dem Centennial Park Oval erzielte. Burton kaufte den Wagen und setzte ihn 1953 bei lediglich einem Rennen ein, bevor er ihn an Chuck Weyant verkaufte, der nur 2 Rennen bestritt und beim Lauf auf dem DuQuoin State Fairgrounds eine weitere Top-10-Platzierung erreichte.
In der Saison 1954 wurde der Pawl bei 3 Rennen zur AAA-Championship eingesetzt und kam bei jedem Lauf in die Top 10. Beim Milwaukee 200 erzielte Pilot Sam Hawks sogar die Pole-Position.

## Indianapolis
Pawl-Rennwagen waren in den 1950er-Jahren dreimal beim 500-Meilen-Rennen von Indianapolis am Start. 1951 steuerte Jimmy Davies diesen Rennwagen, 1954 Rodger Ward (Antriebsschaden nach 172 Runden) und 1955 Eddie Russo, der beim letzten Einsatz eines Pawl nach 112 Runden mit einem Unfall ausschied. Keiner der drei US-amerikanischen Piloten sah die Zielflagge.